# Trindade (cristianismo)

A Trindade é a crença de que Deus é um Deus em três pessoas: o Pai, o Filho (Jesus) e o Espírito Santo. Na imagem, o Escudo da Trindade.

A Trindade (do latim trinitas "tríade", de trinus "tripla") é uma doutrina cristã desenvolvida entre os séculos II e IV d.C., que define Deus como três pessoas consubstanciais ou hipóstases: o Pai (YHWH), o Filho (Jesus Cristo) e o Espírito Santo; "um Deus em três pessoas". As três pessoas são distintas, mas são uma "substância, essência ou natureza". Neste contexto, a "natureza" é o que se é, enquanto a "pessoa" é quem se é.
De acordo com a doutrina central da maioria das religiões cristãs, existe apenas um Deus em três pessoas. Apesar de distintas uma da outra nas suas relações de origem (como o Quarto Concílio de Latrão declarou, "é o Pai quem gera, o Filho quem é gerado e o Espírito Santo quem realiza"), nas suas relações uns com os outros são considerados como um todo, coiguais, coeternos e consubstanciais, e "cada um é Deus, completo e inteiro". Assim, toda a obra da criação e da graça é vista como uma única operação comum de todas as três pessoas divinas, em que cada uma delas manifesta o que lhe é próprio na Trindade, de modo que todas as coisas são "a partir do Pai", "através do Filho" e "no Espírito Santo".
Após controvérsias quanto ao conceito da divindade de Jesus entre alguns cristãos, como o presbítero Ário e o bispo, Alexandre de Alexandria, a doutrina passou a ser discutida entre a Igreja e Roma durante o Primeiro Concílio de Niceia em 325 d.C., solicitado pelo imperador Romano Constantino. O concílio declarou que o Filho era verdadeiro Deus, coeterno com o Pai e gerado de sua mesma substância, argumentando que tal doutrina codificava melhor a apresentação bíblica do Filho, assim como a crença cristã tradicional sobre ele transmitida pelos apóstolos. Essa crença foi expressa pelos bispos no Credo de Niceia, que formou a base do que é conhecido atualmente como Credo Niceno-Constantinopolitano. Em Niceia, questões relativas ao Espírito Santo foram deixadas, em grande parte, sem solução e assim permaneceram pelo menos até que o relacionamento entre o Pai e o Filho ter sido resolvido por volta do ano 362. Assim, a doutrina em uma forma mais completa foi formulada no Sínodo regional de Constantinopla em 360, e uma forma final foi formulada em 381 no Concílio de Constantinopla, primariamente trabalhada por Gregório de Nissa. A doutrina não atingiu sua forma definitiva até o final do quarto século. Durante o período várias soluções tentativas foram propostas, algumas mais e outras menos satisfatórias.
Embora aceita pela maioria das religiões cristãs, a doutrina da trindade é foi alvo de rejeições através das eras por grupos cristãos antitrinitários, que incluem o binitarianismo (uma deidade em duas pessoas), com o unitarismo (uma deidade em uma pessoa, análogo à interpretação judia da Shema e à crença muçulmana no Tawhid) e com o pentecostalismo unicista ou sabelianismo (uma deidade manifestada em três aspectos separados).

## Fundamentos bíblicos
A doutrina trinitária professa que o conceito da existência de um só Deus, onipotente, onisciente e onipresente, revelado em três pessoas distintas, pode ser observado através de muitos trechos da Bíblia. Um dos exemplos mais referidos é o relato sobre o batismo de Jesus, em que as chamadas "três pessoas da Trindade" se fazem presentes, com a descida do Espírito Santo sobre Jesus, sob a forma de uma pomba, e com a voz do Pai Celeste dizendo:
- Tu és o meu Filho amado, em ti me comprazo [21]
- E na fórmula tardia de Mateus:[22] «Portanto ide, fazei discípulos de todas as nações, batizando-os em nome do Pai, e do Filho, e do Espírito Santo».
- No relato em que a Trindade se revelaria por três anjos que apareceram a Abraão próximo ao Carvalho de Mambré (Gn 18,ss)
- Na criação do homem se apresenta um criador plural": «Façamos o homem a nossa imagem e semelhança»" (Gn 1,26)
- No episódio da torre de Babel o Senhor Deus fala no plural: "«Vamos: Desçamos para lhes confundir a linguagem, de sorte que já não se compreendam um ao outro.»” (Gn 11,7)
- No inicio do Evangelho segundo João em que Jesus é chamado de "Verbo" ou "Palavra" e de que seria Deus. (João 1,1)

Ainda segundo os defensores da doutrina trinitária, ao longo da Bíblia há várias passagens que revelam a natureza divina da Trindade, e até a personalidade de cada uma das três pessoas divinas:
- No que concerne à divindade de Deus-Filho, referem-se, por exemplo, a sua onisciência,[23] a sua onipotência,[24] a sua onipresença,[25] ao fato de perdoar os pecados[26] e ser doador da vida[27] em íntima unidade, porém diferenciando as pessoas: «Eu e o Pai somos um».[28] Contudo, mais do que estas simples passagens isoladas, a afirmação da plena divindade de Jesus é o resultado da reflexão, na fé, sobre a sua missão redentora contida nas escrituras - pois a sua personalidade divina e humana nunca foi seriamente posta em descrédito pela igreja cristã seja ela católica ou protestante.
- No que concerne à divindade do Espírito Santo, os trinitários reportam-se, por exemplo, à passagem bíblica que o chama de Deus em Atos,[29] a sua onisciência,[30] a sua onipotência,[31] a sua onipresença[32] e sobretudo ao fato de ser Espírito "de" verdade[33] e "de" vida,[34] prerrogativas que, tais como as apresentadas para Deus-Filho, segundo a Bíblia são única e exclusivamente divinas.
- No que concerne à personalidade do Espírito Santo, a terceira pessoa da Trindade, assunto que foi muito debatido ao longo dos primeiros séculos do cristianismo, é comum referirem-se aos atributos deste que, tal como os que no Antigo Testamento são aduzidos para a personalidade do Deus do Antigo Testamento, YHWH - cuja divindade e personalidade nunca foram alvo de críticas substanciadas entre os cristãos -, testemunham o seu carácter pessoal: Ele glorificará Cristo;[35] ensina a comunidade e os fieis,[36] distribui os dons segundo o seu desígnio,[31] fala nas escrituras do Antigo Testamento,[37] fala para as sete Igrejas na carta do Apocalipse[38] é enviado pelo Pai em nome de Jesus[39] e pelo Filho que enviou da parte do Pai[39] aparecendo como distinto de ambos, pois não é Cristo sob outra forma de existência, mas seu representante e testemunha.[40] Mais importante do que as passagens isoladas é o conjunto que o revela como Aquele que tem a missão de recordar, universalizar e realizar em cada pessoa a obra de Jesus, o que não ocorre mecanicamente, mas somente onde houver a liberdade do Espírito, dado que «onde está o Espírito do Senhor, aí há liberdade».[41] Para os cristão trinitários, esta liberdade do Espírito exclui que este possa ser um princípio impessoal, um meio ou instrumento, mas antes pressupõe a sua independência relativa.

## O desenvolvimento do dogma

### Igreja Primitiva

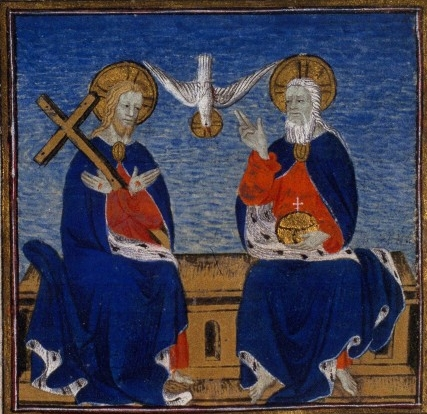
Iluminura medieval com a representação clássica da Santíssima Trindade

Kerigma (do Grego κήρυγμα, kérygma) significa mensagem, pregação, proclamação. Desde o acontecimento pascal e sua proclamação catequética - gênese da experiência e da reflexão trinitária - até à formulação conceptual do mistério trinitário, um longo percurso foi trilhado. Na verdade, desde a proclamação primitiva da morte e ressurreição de Jesus, passando pelas primeiras afirmações do Novo Testamento da plena divindade de Jesus, da personalidade do Espírito Santo e o surgir das primeiras fórmulas trinitárias até ao Credo niceno-constantinopolitano, um tortuoso caminho foi burilado pelas primeiras gerações de cristãos.
Defensores da doutrina trinitária afirmam que a Igreja primitiva já acatava plenamente essa ideia, com base nos escritos de Inácio de Antioquia, Carta aos Efésios, 9,1 e 18,2, e na Primeira Carta de Clemente Romano 42 e 46,6. Mas, do ponto de vista histórico, um dos primeiros a utilizar, no ocidente cristão, o termo "trindade", para expressar a ideia de que a unidade divina existiria em três pessoas distintas, foi Tertuliano. No início do século III, em sua obra "Adversus Praxeas" (2,4; 8,7), ele utilizou o termo latino de trinitas. Antes disso, e no oriente cristão, só há o registo do termo grego "Τριας" nos escritos de Teófilo de Antioquia ("Três Livros a Autólico", 2,15) redigidos por volta do ano 180.
Na realidade, mais do que a partir da especulação teórica e abstrata - que mais tarde viria a ser preponderante -, a afirmação teológica da "trindade" ocorreu sobretudo a partir do uso dos textos bíblicos em ambiente litúrgico eclesial. Esta doutrina, de fato, foi-se apoiando e alicerçando no âmbito da práxis baptismal (veja-se Didaquê 7,1; Justino Mártir, Apologia 1,61, 13) e eucarística (veja-se Justino, Apologia 1,65-67; Hipólito de Roma, Tradição Apostólica 4-13).
Somente depois da pacificação do Império Romano, sob Constantino, é que ocorreu aquela convergência de fatores - a paz, as facilidades de comunicação e diálogo entre as diversas Igrejas e teólogos, entre outros - que permitiu a elaboração de um edifício conceptual - a definição precisa das noções de ousia (natureza), hipostasis (pessoa), homoousios (consubstancialidade), bem como a sua mútua relação e aplicação teológica - apto para a descrição e explanação da divindade revelada em Jesus Cristo.

### Concílios

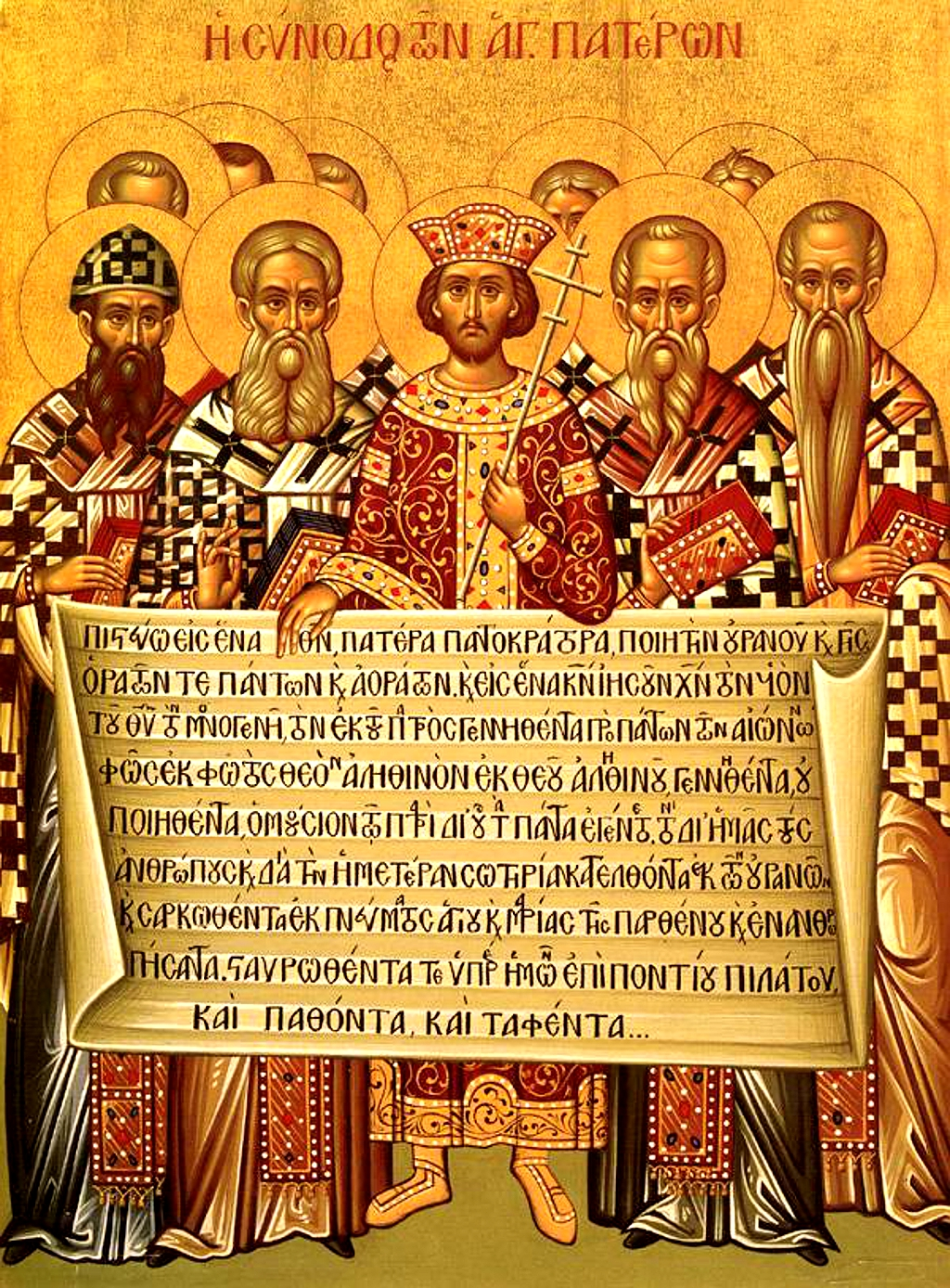
Ícone oriental que representa Constantino I entre os padres reunidos no Primeiro Concílio de Niceia (ano 325): o dístico por ele suspenso contém o texto do credo de Niceia, mas na forma modificada pelo Primeiro Concílio de Constantinopla (ano 381)

A primeira formulação dogmática do pensamento teológico cristão trinitário, no que concerne à relação entre cada uma das três pessoas divinas, foi postulada como um artigo de fé pelo credo de Niceia (proclamado em 325 no Primeiro Concílio de Niceia) - realizado para dirimir as questões levantadas por Ário que negava a divindade plena do Filho, bem como pelo Primeiro Concílio de Constantinopla do ano 381, realizado para, em oposição aos pneumatômacos, afirmar a plena divindade pessoal do Espírito Santo  e apresentada no credo de Atanásio (depois de 500).
Estes credos foram progressivamente formulados e ratificados pela Igreja dos séculos III e V, em reação a algumas noções envolvendo a natureza da trindade, a posição de Cristo nela e a divindade do Espírito, tais como as do arianismo, do docetismo, do modalismo e a dos pneumatómacos - nome dado àqueles que negavam a divindade pessoal da terceira pessoa da Trindade -, que foram depois declaradas como heréticas na medida em que atentariam contra o essencial da Revelação. Estes credos foram mantidos não só na Igreja Católica e Ortodoxa, mas também, de algum modo, pela maioria das igrejas protestantes, sendo inclusive citados na liturgia de igrejas luteranas e igrejas reformadas.
O credo de Niceia, que é uma formulação clássica desta doutrina, usou o termo homoousia (em grego: da mesma substância) para definir a relação entre as três pessoas. A ortografia desta palavra difere em uma única letra grega, "iota", da palavra usada por não-trinitários do mesmo tempo, homoiousia, (grego: de substância semelhante): um fato que se tornou proverbial, a ponto de certos adversários do cristianismo nessa época afirmarem que os cristãos se digladiavam por causa de uma vogal, ilustrando assim as profundas divisões ocasionadas por aparentemente pequenas imprecisões, especialmente em teologia.

### Conclusão teológica de Santo Agostinho
A Igreja Católica anuncia e ensina o mistério da Santíssima Trindade com base em citações bíblicas, porém desencoraja uma profunda investigação no sentido de querer decifrá-lo, visto que torna-se complexo usando simplesmente nossa razão humana.
Agostinho de Hipona, grande teólogo e doutor da Igreja, tentou e esforçou-se exaustivamente por compreender e desvendar este enigma. Após muito tempo de reflexão, esforço e trabalho, chegou à conclusão que nós, devido à nossa mente extremamente limitada, nunca poderíamos compreender e assimilar plenamente a dimensão (infinita) de Deus somente com as nossas próprias forças e o nosso raciocínio. Concluiu que a compreensão plena e definitiva deste grande enigma só é possível quando, na vida eterna, nos encontrarmos no Paraíso com o Pai, o Filho e o Espírito Santo. Logo, a compreensão da trindade está dentro dos mistérios de Deus.

## Operações e funções das pessoas da Trindade

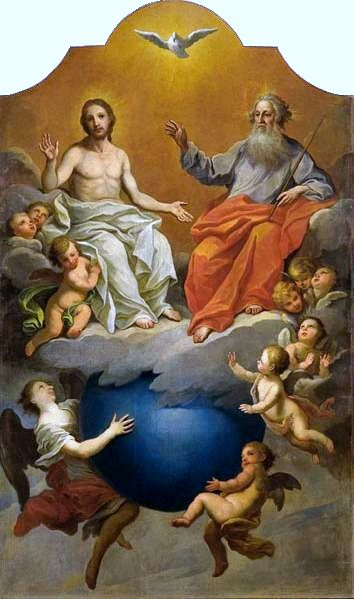
Santíssima Trindade, retratado por Szymon Czechowicz (1756–1758)

As três pessoas da Santíssima Trindade estabelecem uma comunhão e união perfeita, formando um só Deus, e constituem um perfeito modelo transcendente para as relações interpessoais. Elas possuem a mesma natureza divina, a mesma grandeza, sabedoria, poder, bondade e santidade, mas, em algumas vezes, certas atividades são mais reconhecidas em uma pessoa do que em outra. As funções, as suas principais atividades desempenhadas e o seu modo de operar está registrado nas Sagradas Escrituras e claramente resumido no Credo niceno-constantinopolitano, o credo oficial de muitas denominações cristãs.
- Pai – Não foi criado nem gerado. É o "princípio e o fim, princípio sem princípio" da vida e está em absoluta comunhão com o Filho e com o Espírito Santo. Foi o Pai que enviou o seu Filho, Jesus Cristo, para salvar-nos da morte espiritual, pelo sacrifício vicário. Isto revela o amor infinito de Deus sobre os homens e o não-abandono aos seus filhos adotivos. O Pai, a primeira pessoa da Trindade, é considerado como o pai eterno e perfeito. É atribuído a esta pessoa divina a criação do mundo.
- Filho – Eterno como o Pai e consubstancial (pertencente à mesma natureza e substância) a Ele. Não foi criado pelo Pai, mas gerado na eternidade da substância do Pai. Encarnou-se (Jesus de Nazaré), assumindo assim a natureza humana. O Filho, a segunda pessoa da Trindade, é considerado como o Filho Eterno, com todas as perfeições divinas: a Ele é atribuída a redenção (salvação) do mundo.
- Espírito Santo – Não foi criado nem gerado. Esta pessoa divina personaliza o Amor íntimo e infinito de Deus sobre os homens, segundo a reflexão de Agostinho. Manifestou-se primeiramente no Batismo e na Transfiguração de Jesus e plenamente revelado no dia de Pentecostes. Habita nos corações dos fiéis e estabelece entre estes e Jesus uma comunhão íntima, tornando-os unidos num só Corpo. O Espírito Santo, a terceira pessoa da Trindade, é considerado como o puro nexo de amor. Atribui-se a esta pessoa divina a santificação da Igreja e do mundo com os seus dons, além de ser o agente que inspirou a escrita de cada parte da Bíblia.

### Prosoponehypostasis
A palavra utilizada, prosopon (do grego antigo πρόσωπον; plural: πρόσωπα - prosopa) é o grego para designar "pessoa." O significado original da palavra foi-se alterando com o tempo, e o contexto de prosopon deve ser observado originalmente como "aparência, aspecto exterior visível, de um ser humano, animal ou coisa", podendo ser compreendido como "rosto" ou "face" externa do que seria o ser, uma pessoa ou coisa, tendo contudo muito a diferenciar do que seria a personalidade, a psique, o âmago da apresentação do ser, que é bem mais complexo. Como J. Cabral prefere, prosopon, no contexto da Santíssima Trindade, pode ser compreendido como "três manifestações ou revelações que Deus fazia de Si ao Mundo".
O termo é utilizado para a "automanifestação de um indivíduo" que pode ser entendido por meio de outras coisas. Como um pintor que expressa sua prosopon por meio do seu pincel. Prosopon é a forma no qual a hipóstase se manifesta, aparece. Toda natureza e hipóstase tem sua "face", sua prosopon. Ela concede expressão à realidade da natureza com seus poderes e características.

### O Deus de Israel e o enviado, o redentor,se fundem
Chegai-vos a mim, ouvi isto: Não falei em segredo desde o princípio; desde o tempo em que aquilo se fez eu estava ali, e agora o Senhor DEUS me enviou a mim, e o seu Espírito.

Assim diz o SENHOR [Yahweh], o teu Redentor, o Santo de Israel: Eu sou o SENHOR teu Deus, que te ensina o que é útil, e te guia pelo caminho em que deves andar. (Isaías 48,16-17)

“Chegai-vos a mim. Ouvi isto. Desde o começo, absolutamente não tenho falado num esconderijo. Estive ali desde o tempo da sua ocorrência.”
E agora me enviou o próprio Soberano Senhor Jeová, sim, seu espírito.
Assim disse Jeová, teu Resgatador, o Santo de Israel: “Eu, Jeová, sou teu Deus, Aquele que te ensina a tirar proveito, Aquele que te faz pisar no caminho em que deves andar. (Tradução do Novo Mundo)

J. Cabral explica que Jesus e Yahweh se fundem no trecho de Isaías supra, e enquanto apresenta-se como o que foi enviado, da mesma forma apresenta-se como o próprio que enviou o Redentor e o seu Espírito.

## Unidade composta

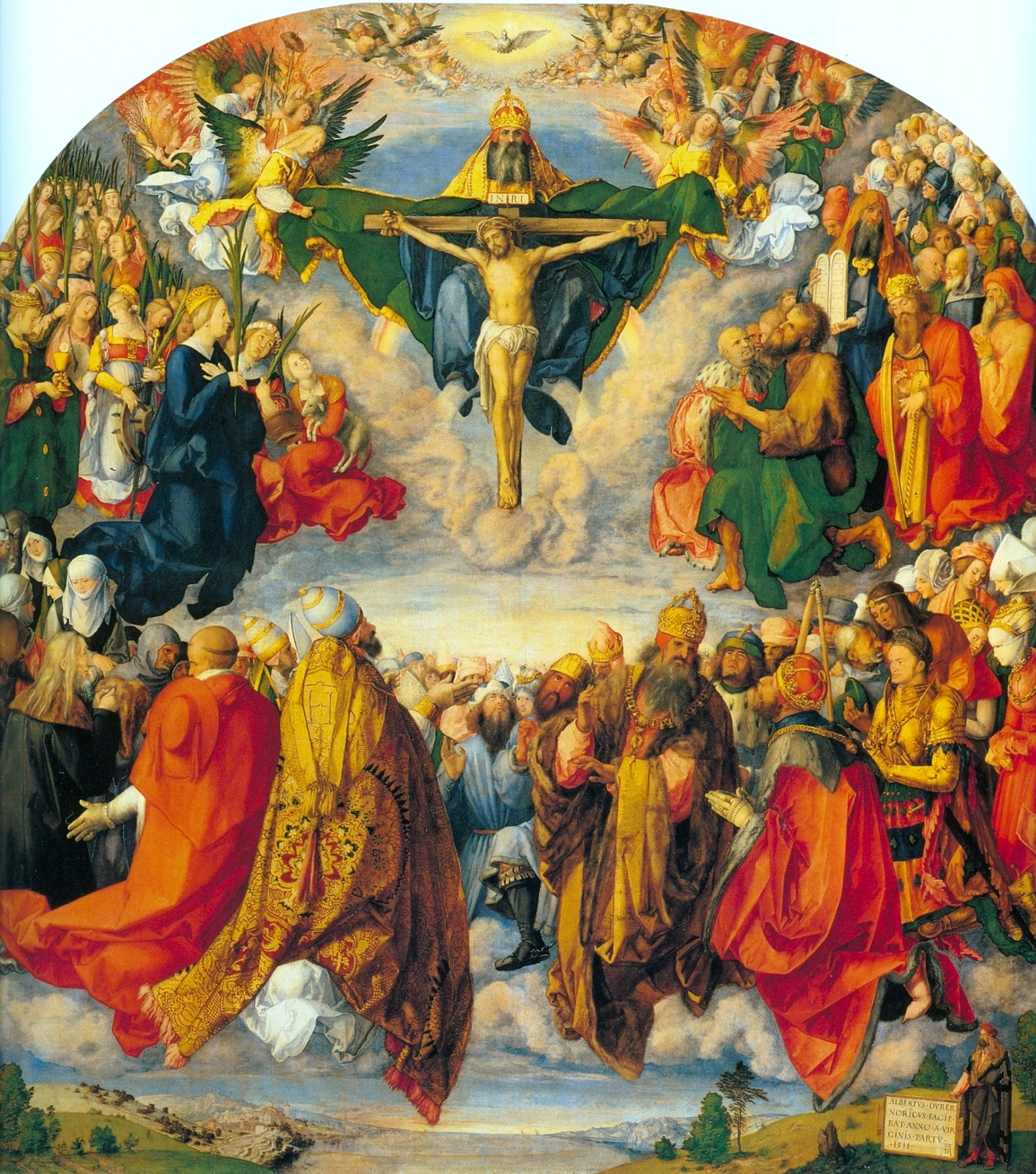
Adoração da Santíssima Trindade,
por Albrecht Dürer, no Kunsthistorisches Museum.
O Pai segura a cruz do Filho e o Espírito Santo em forma de pomba sobre a cabeça do Pai. Os três são adorados pelos anjos e santos

Os trinitários, refutando a apresentação dos unitários, sustentada principalmente em Deuteronômios 6,4, Escuta, ó Israel: YHWH Javé, nosso Deus, é um só Javé, discorrem sobre a unidade composta de Deus.
Certos unitários concebem Jesus como um anjo criado, negando-lhe a natureza Divina, enquanto outros o veem apenas como um homem perfeito ou dotado de um caráter exemplar, modelar, embora rejeitem a sua pré-existência e divindade.
Os trinitários refutam o entendimento, dado por alguns unitários em suas cartilhas catequéticas, de que a Santíssima Trindade seriam três deuses, o que consideram uma provocação insultuosa ao credo monoteísta.
Os unitários entendem que o citado versículo (Ouve, Israel, o Senhor nosso Deus é o único Senhor) excluiria o Filho da divindade e da unidade com o Pai. Os trinitários reagem que aceitam e concordam que: há um só YHWH, e que o presente versículo em nada ofende, mas ajuda a explicar o conceito de unidade composta, fortalecendo o entendimento sobre referido dogma.

Ouve, Israel, o Senhor (YHWH) nosso Deus é o único (echad) Senhor (YHWH).

A palavra hebraica originalmente usada para chamar YHWH de "único" é "echad", que é pronunciada "errad". Echad é a palavra usada para expressar unidade composta. Quando se deseja expressar a unidade absoluta, a palavra usada é yachid, que tem a pronúncia "yarrid".
Também o faraó teve "um" sonho que tinha "dois" acontecimentos que o intrigaram e José, antes de interpretar, disse: o sonho é "um" (echad) só, dando clara conotação que o faraó tivera "dois" sonhos em "um", ou "um" sonho sobre um "evento" com duas personificações que diziam a mesma verdade. Percebeu José que o sonho era "um só", usando o termo echad que significa um conjunto fazendo "uma unidade".
Para que seja mais bem compreendido o termo echad, em Gênesis 2,24, o homem deve[ria] 'deixar seu pai e sua mãe, e apegar-se-á à sua mulher, e serão ambos uma carne. Nesse versículo novamente encontra-se o termo "uma carne" empregada como unidade (echad), significando unidade composta.
Se o texto quisesse expressar a unidade absoluta, teria usado a palavra yachid. Marido e mulher são pessoas distintas, entretanto, no plano espiritual, seus corpos sendo unos.
Como no caso de marido e mulher, há existência de pessoas distintas, contudo eles se fazem "um", no que a Bíblia denomina de "mistério". Não há um maior que o outro no enlace do casamento, mas um deles é considerado o "pai de família", enquanto o outro é denominado: "ajudadora" ou "sua costela"; contudo o texto dá entendimento que saíram do mesmo "corpo" adâmico e devem andar lateralmente, nem atrás, nem à frente, mas em unidade composta e "igual", como um só.
Os trinitários não expressam uma questão simplesmente racional, mas também de fé.
Para os trinitários, as Escrituras dão pistas sobre a pluralidade do único Deus YHWH, como ver-se-á mais à frente; contudo, ainda sobre o Deuteronômio 6,4 ficará mais facilmente compreendido na versão da Tradução do Novo Mundo das Escrituras Sagradas que é descrita da seguinte forma:

YHWH, nosso Elohím, é um só YHWH ou seja, Javé, nosso Deus, é um só Javé.

Com a transcrição acima pode-se perceber o entendimento sobre a unidade composta, pois o termo Elohím é plural, ainda que se fale na pessoa de YHWH como "unidade".
Conforme nos explica Warren Wiersbe:
O termo [echad] é empregado dessa forma em Gênesis 2,24, descrevendo a união de Adão e Eva, e também em Êxodo 26,6 e 11, para descrever a "unidade" das cortinas do tabernáculo.
Como havia a tradição dos escribas na transcrição dos pergaminhos letra por letra, não acreditam os trinitários que houvesse "erro" ou "acidente", contudo destinava-se ao propósito de referir-se ao Deus único em pluralidade de pessoas. Desta forma é aceito pelos que creem na Santíssima Trindade que Pai, Filho (Jesus) e Espírito Santo são a unidade plural de YHWH, pois o único (echad) Elohim (Deus) é YHWH.

## Pluralidade em Elohim

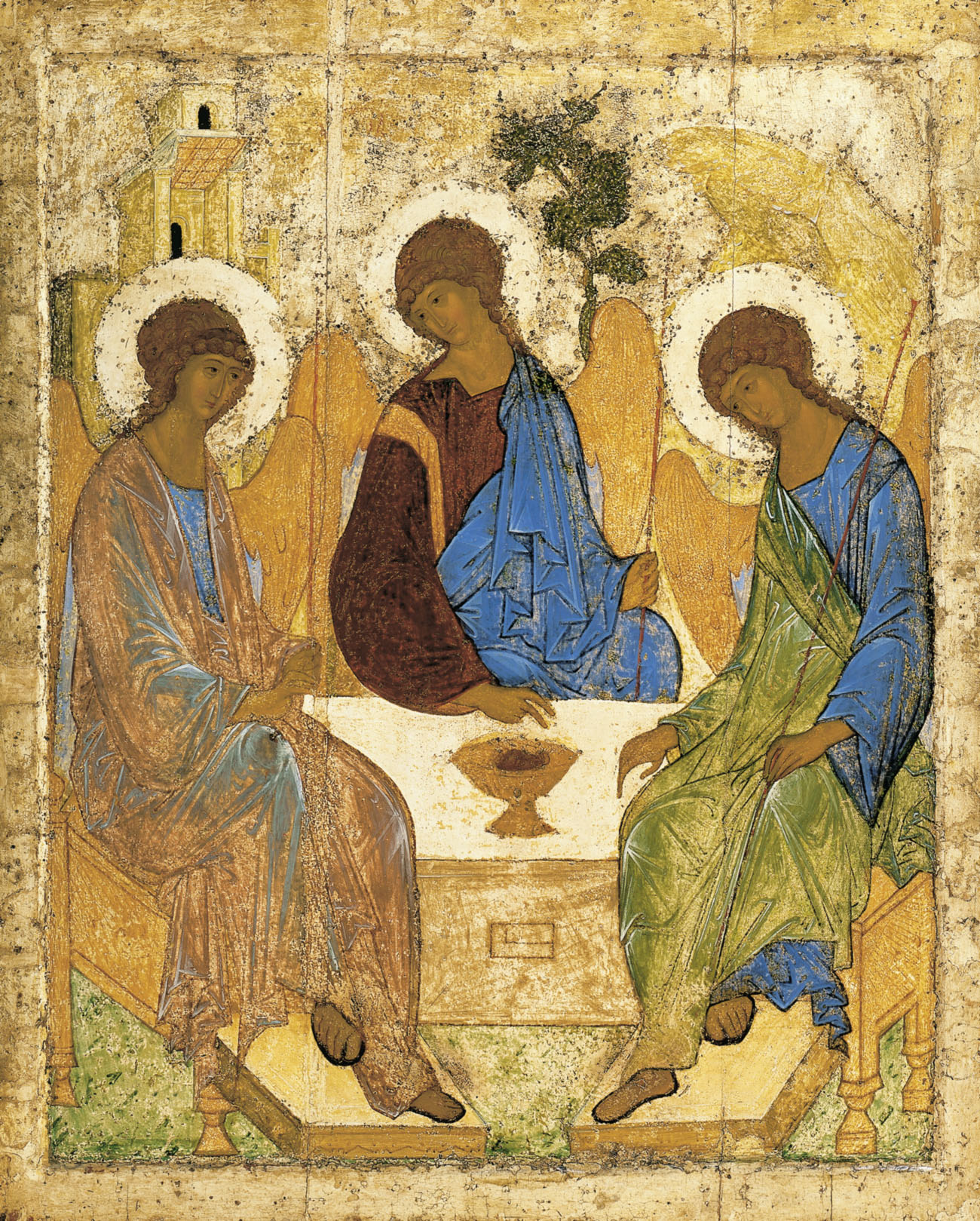
Os três anjos que visitaram Abraão, como símbolo da Trindade. (Gn 18)
Ícone ortodoxo por Andrei Rublev

Uma das pistas bíblicas apresentadas pelos trinitários é Gênesis 1:26a
 E disse [singular] Deus [Elohim]: Façamos [plural] o homem à nossa imagem, conforme a nossa semelhança; 
Segundo entendimento trinitário Deus se apresenta "singular" e faz o homem no "plural". Os não trinitários argumentam que Deus falava com os anjos, contudo, se assim fosse, o homem não seria fruto da criação de Deus, mas apenas "parcialmente" fruto da criação de Deus, pois quem teria feito a obra seriam os anjos, Deus teria dado apenas a ordem; então, se tal argumentação fosse aceita, os homens seriam fruto da criação dos anjos, o que é rejeitado pelos trinitários. Porém como mostra colossenses 1:13-15, o próprio Jesus estava lá pois é chamado de "princípio da criação".
Outro argumento que os trinitários entendem incoerente na argumentação dos opositores é que se os anjos é que conversavam com Deus, então os homens não são a imagem e semelhança de Deus, mas a imagem e semelhança dos anjos; o que não é confirmado por outras passagens bíblicas, logo é rejeitado pelos trinitários.
Assim, os trinitários entendem que quando Deus disse "façamos o homem conforme a nossa imagem" ele falava com os outros dois seres incriados e uno com o Pai, autor [trino] da criação, falava com o Deus Filho, Jesus, e com o Deus Espírito, Espírito Santo. O homem foi criado a imagem do Pai, do Filho e do Espírito Santo, à imagem de Deus e não à imagem dos anjos.
Também em Gênesis 3:22a é encontrado diálogo semelhante: Então disse o Senhor [YHVH] Deus [Elohím]: Eis que o homem é como um de nós [plural], sabendo o bem e o mal.
 vayyo'mer Adonay 'elohiym hên hâ'âdhâm hâyâh ke'achadhmimmennu lâdha`ath thobh vârâ` ve`attâh pen-yishlach yâdho velâqachgam mê`êts hachayyiym ve'âkhal vâchay le`olâm (Gênesis 3:22) 
Da mesma forma o autor J. Cabral enumera os mesmos textos no plural, e acrescenta um terceiro verso para sustentar a mesma defesa:
- - Façamos… de Gênesis 1.26; no momento da criação do homem.
  - O homem se tornou como um de nós… - de Gênesis 3.22; quando o homem prova o fruto proibido.
  - Depois disso ouvi a voz do Senhor que dizia: A quem enviarei, e quem há de ir por nós? - de Isaías 6.8; aqui J. Cabral está citando o momento em que Isaías é consagrado profeta de Deus. (sublinhado não existe no original, apenas o itálico)

Para os trinitários tanto o Pai, como o Filho, como o Espírito Santo é o Deus uno, apresentando assim o termo Deus no singular e as pessoas no plural.
Tais evidências da unidade composta seriam justificadas, dentre outras, pelas seguintes passagens bíblicas que apresentam o Pai, o Filho e o Espírito como Deus:
- O Pai é Deus – Em Efésios 4:6 o texto revela que Deus é Pai.
- O Filho Jesus é Deus – Em I João 5:20 traz mais evidências bíblicas de que o Filho também é Deus quando afirma: o Filho de Deus é vindo … isto é, em seu Filho Jesus Cristo. Este é o verdadeiro Deus e a vida eterna. E também em Isaías 9:6 dizendo claramente que Jesus é Deus: Porque um menino nos nasceu, um filho se nos deu; e o governo estará sobre os seus ombros; e o seu nome será: Maravilhoso Conselheiro, Deus Forte, Pai Eterno, Príncipe da Paz.
- O Espírito Santo é Deus – Em Atos 5:3 primeiro a advertência: Ananias, porque encheu Satanás o teu coração, para que mentisses ao Espírito Santo …? Contudo no versículo seguinte vem a revelação: Por que formaste este desígnio em teu coração [Ananias]? Não mentiste aos homens, mas a Deus. Nessa passagem, claramente o Espírito Santo é chamado de Deus, pois Ananias havia mentido ao Espírito Santo.

Como nas passagens acima, os trinitários reconhecem em outras passagens bíblicas a apresentação do único (echad) Senhor (YHVH) na forma trina do Pai, do Filho Jesus e do Espírito Santo.

## Plural Adonai

"Santíssima Trindade", por Gregório Vásquez de Arce y Ceballos

Adonai (אֲדֹנָי), é um dos títulos, comumente utilizado pelos hebreus ao referir-se ao tetragrama YHVH.
Adon (אָדוֹן) significa "senhor", "amo", "governante", e adicionado ao sufixo (i), pronome possessivo de primeira pessoa do singular, converte para a expressão "meu senhor", sendo Adonai a forma plural (meu) "senhores".
O pronome possessivo em palavras semelhantes tem a pronúncia ocultada, como na palavra "Rabbi", que pode ser traduzida por (meu) "Mestre", representando uma posição de dignidade, como se apresenta em "Monsenhor", o que levou alguns defensores contrários à Trindade a defenderem que se tratava tão somente de um "título". Contudo, Adon é usado mais de 300 vezes na Tanakh - Antigo Testamento - como designação para Deus. Por conta disso, os trinitários acreditam que uma verdade não anula outra, podendo ser aceite as duas vertentes de pensamento sem uma macular a outra necessariamente. Também essa defesa de argumento se refere à palavra Adoni, o que não poderia ser emprestada à palavra Adonai, de uso totalmente impeculiar e diferenciado.
Levando-se em conta que muito foi debatido sobre o plural Adonai, uma conclusão sobre uma única e melhor tese nunca foi ratificada, contudo tal propositura existe.
Os judeus, referindo-se ao nome impronunciável, YHVH, pronunciavam Adonai. Em português traduzida Senhor (Hebraico: אֲדֹנָי), contudo é inegável que a palavra é plural, a exemplo de Elohim.
Literalmente, trata-se de um plural possessivo de primeira pessoa ("meus senhores"), o que, para os trinitários, reforçaria a Doutrina da Trindade, rejeitando a explicação de que seria um plural majestático, como defendem as Testemunhas de Jeová, que desconsideram a dica sintática para a pluralidade de Yahweh.
Os trinitários entendem que essa indicação se dá ao referir-se ao DEUS Triúno, pelo sintaticamente "inadequado" uso da palavra plural, com os demais elementos da frase no singular. Havendo semelhante aplicação no uso da palavra "Elohím", o que leva a muitos cristãos a aceitarem essas palavras plurais como expressão da pluralidade na personalização ao único Deus.
Quando a Bíblia refere-se ao Messias (uma das três pessoas da Trindade), utiliza a forma Adoni, meu Senhor, no singular, visto que se apresentaria numa personalização "individual" – distinta do Pai e do Espírito Santo – enviado (humano) esperado. Assim, o Verbo do DEUS Triúno, teria deixado sua glória e encarnado na forma humana, singular e distinta do Pai – contudo emanada do Pai: "crestes que saí de Deus. Saí do Pai, e vim ao mundo; outra vez deixo o mundo, e vou para o Pai". Desse momento em diante, o Deus Triúno se despoja para apresentar-se pessoal e individualmente, por intermédio do Filho. A partir daí, no Novo Testamento, não mais há uso do tetragrama YHVH.
A cultura judaica preferiu a forma Adonay para a pronunciar YHVH, contudo noutras versões tardias foi utilizada a forma impessoal HaShem, o Nome. Da mesma forma que o Deus Triúno se apresentara pessoal e individualmente, por intermédio do Filho, posteriormente apresenta-se na forma individual e incorpórea (não antropomórfico), representado pelo Espírito Santo, invocado por o Nome, que seria Jesus.
O Novo Testamento, refere-se ao nome de Jesus estando acima de todo nome: Se, em meu nome pedires ao Pai …, Tudo quanto pedires em meu nome [Jesus] eu o farei …, tudo quanto em meu nome [Jesus] pedirdes ao Pai ele vo-lo conceda Em meu nome [Jesus] … curaram os enfermos …,
Vários gramáticos consideram um plural "abstrato" que expressaria a totalidade do poder divino pelo que traduzem literalmente este nome como (meu) "Senhor dos senhores", o mesmo título usado para Jesus no Novo Testamento.

## Críticas à doutrina da Trindade
Embora seja aceita como doutrina pela maioria das religiões cristãs, algumas denominações cristãs discordam da doutrina trinitária, fornecendo soluções diversas para a natureza de Deus. As principais são as Testemunhas de Jeová, alguns grupos dos Adventistas, a Igreja de Deus do Sétimo Dia, além da a Igreja de Jesus Cristo dos Santos dos Últimos Dias (que acredita na Trindade, de forma diferente, sendo três seres distintos mas com o mesmo propósito e divindade) e outros movimentos paraprotestantes, como os seguidores da Mensagem de William Branham, este último incluído entre os unicistas.
Os que não acreditam na trindade advogam que esse dogma não fazia parte das crenças dos primeiros cristãos, e que teve influência pagã ao longos dos séculos, por meio do sincretismo helenístico, sendo que a Igreja sofreu grande influência da cultura greco-romana. No Egito Antigo a trindade era composta por Hórus, Ísis e Osíris; na Grécia era composta por Zeus, Maia e Hermes; em Roma por Júpiter, Juno e Minerva; na Índia por Brahma, Vishnu e Shiva. A trindade só teria sido determinada como dogma da igreja católica por volta do século IV D.C, após as discussões iniciadas no Primeiro Concílio de Constantinopla, entre bispos e o imperador Constantino.
As religiões que não acreditam na trindade ainda assim se denominam como cristãs, acreditam na existência pré-humana de Jesus e em seus poderes divinos. Mas creem que Jesus foi criado pelo Deus de Israel, YHWH e que não seria o Deus todo poderoso, e sim, a primeira criação de Deus. 
Além da origem da crença, os cristãos não trinitários se baseiam em textos bíblicos que reconheceriam a superioridade do pai em relação a Jesus, e o tratamento distinto dado pelo próprio Jesus em relação ao Pai e ao Espírito Santo, que mostrariam suas diferenças de personalidade e opiniões.
- [..] Se vocês me amassem, ficariam alegres, sabendo que vou para o Pai, pois o Pai é mais poderoso do que eu. (João 14:28, Nova Tradução da Linguagem de Hoje)
- “Porque não desci do céu para fazer a minha vontade, e sim a vontade daquele que me enviou.” (João 6:38)
- “O que eu ensino não é meu, mas pertence àquele que me enviou.” (João 7:16, Tradução do Novo Mundo)
- “Ninguém sabe nada a respeito daquele dia e hora, nem os anjos no céu, nem o Filho, mas somente o Pai.” (Marcos 13:32, Edição Pastoral)
- Se alguém disser alguma palavra contra o Filho do homem, isso lhe será perdoado; mas se alguém falar contra o Espírito Santo, não lhe será perdoado, nem neste mundo, nem no vindouro. (Mateus 12:32, Almeida Revisada)
- [..] meu julgamento é justo, pois não procuro agradar a mim mesmo, mas àquele que me enviou" (João 5:30, Nova Versão Internacional)
- Porque, ainda que haja também alguns que se chamem deuses, quer no céu quer na terra (como há muitos deuses e muitos senhores), Todavia para nós há um só Deus, o Pai, de quem é tudo e para quem nós vivemos; e um só Senhor, Jesus Cristo, pelo qual são todas as coisas, e nós por ele. (1 Coríntios 8:5,6 Almeida Revisada)
- [..] entendam que o cabeça de todo homem é Cristo, e o cabeça da mulher é o homem, e o cabeça de Cristo é Deus. (1º Coríntios 11:3, NVI)
- Pois Ele “tudo sujeitou debaixo de seus pés”. Porquanto, quando se afirma que “tudo” lhe foi submetido, é evidente que isso não inclui o próprio Deus, que conduziu todas as coisas à submissão de Cristo. Todavia, quando tudo lhe estiver sujeito, então o próprio Filho se submeterá àquele que todas as coisas lhe colocou aos pés, a fim de que Deus seja absolutamente tudo em todos. (1 Coríntios 15:27, 28, King James Atualizada)

## Impacto cultural e toponímico
Diversas localidades ao redor do mundo foram nomeadas em homenagem à Doutrina da Santíssima Trindade, tais como a República de Trindade e Tobago, diversas localidades chamadas Trinity em países de língua inglesa e, no Brasil, os municípios de Trindade (Goiás) e Trindade (Pernambuco).[carece de fontes?]
O município goiano de Trindade se originou e cresceu graças à devoção dos católicos sertanejos a um medalhão representando a Santíssima Trindade que foi encontrado por acaso um dos camponeses da região no século XIX. Com o tempo, esse município tornou-se referência em turismo religioso aos devotos da Trindade Santa de todo o Brasil.